# One Cool Group Limited
One Cool Group Limited (天下一集團有限公司) est une société de production et de distribution de cinéma hongkongaise fondée par l'acteur Louis Koo en 2013.

## Champ d'activité
| Catégorie                               | Compagnie                                                                | Services |  |
| --------------------------------------- | ------------------------------------------------------------------------ | --- |  |
| Services cinématographique              | One Cool Film Production Limited (天下一電影製作有限公司)                | Financement et production de films |  |
| Services cinématographique              | One Cool CMC Limited (華人文化天下一有限公司)                            | Financement de films |  |
| Services cinématographique              | One Cool Pictures Limited (天下一電影發行有限公司)                       | Distribution de films |  |
| Post-production                         | One Cool Production Limited (天下製作有限公司)                           | Étalonnage numérique des couleurs Montage en ligne Effets visuels DCP mastering Post-production audio                                          |  |
| Post-production                         | One Cool Film Cut Company Limited (天下一電影剪接有限公司)               | Montage |  |
| Post-production                         | One Cool Sound Limited (天下一音效有限公司)                              | Son Production musicale Montage sonore Mixage audio Création d'effets sonores                                                                  |  |
| Post-production                         | One Cool Cut Limited (天下一展有限公司)                                  | Montage hors-ligne Effets spéciaux en ligne Post-production CG pour films, publicités télévisées, animation et MTV                             |  |
| Infographie                             | Fatface Production Limited (發輝製作室有限公司)                          | Effets visuels Post-production |  |
| Gestion des artistes                    | One Cool Artist Management Limited (天下一藝人管理有限公司)              | Représentation d'agent de gestion d'artistes                                                                                                   |  |
| Gestion des artistes                    | One Cool Jam Cast Artist Management Limited (天下一將士藝人管理有限公司) | Formation de talents locaux Aide aux jeunes artistes pour des opportunités de travail                                                          |  |
| Gestion des artistes                    | One Cool Jasco Entertainment Limited (天加一文化傳媒有限公司)            | Gestion et formation d'artistes en Chine Développement de dramatiques Web en Chine Organisation de concerts et d'événements d'artistes coréens |  |
| Location d'équipement cinématographique | One Cool Hang Wan Rental Limited (天下一恆運租賃有限公司)                | Fournisseur d'équipements vidéo, d'éclairage et d'assistance                                                                                   |  |

## Filmographie
Les films produits par la société sous le label One Cool Films et/ou One Cool CMC et distribués par One Cool Pictures
| Année | Titre                           | Titre chinois       | Notes                   |
| ----- | ------------------------------- | ------------------- | ----------------------- |
| 2014  | Naked Ambition 2                | 3D豪情              |                         |
| 2014  | Golden Chicken 3                | 金雞SSS             |                         |
| 2015  | 12 Golden Ducks                 | 12金鴨              |                         |
| 2015  | Triumph in the Skies            | 衝上雲霄            |                         |
| 2015  | Little Big Master               | 五個小孩的校長      |                         |
| 2015  | Wild City                       | 迷城                |                         |
| 2015  | Keeper of Darkness              | 陀地驅魔人          |                         |
| 2015  | Lazy Hazy Crazy                 | 同班同學            |                         |
| 2015  | Get Outta Here                  | 死開啲啦            |                         |
| 2016  | Line Walker                     | 使徒行者            |                         |
| 2016  | Heartfall Arises                | 驚心破              |                         |
| 2016  | Sisterhood                      | 骨妹                |                         |
| 2017  | Meow                            | 喵星人              |                         |
| 2017  | The Empty Hands                 | 空手道              |                         |
| 2018  | In Your Dreams                  | 以青春的名義        | Distributeur uniquement |
| 2018  | The Trough                      | 低壓槽              |                         |
| 2018  | Men on the Dragon               | 逆流大叔            |                         |
| 2018  | Tracey                          | 翠絲                |                         |
| 2019  | A Witness Out of the Blue       | 犯罪現場            |                         |
| 2019  | Line Walker 2: Invisible Spy    | 使徒行者2：諜影行動 |                         |
| 2020  | The Secret Diary of a Mom to Be | Baby復仇記          |                         |
| TBD   | Warriors of Future              | 明日戰記            | Post-production         |
| TBD   | Love Revolution                 | 愛·革命             | Post-production         |
| TBD   | Remember What I Forgot          | 電影痴漢            | Post-production         |
| TBD   | Back to the Past                | 尋秦記              | Post-production         |
| TBD   | A Life of Papers                | 紙皮婆婆            | Post-production         |
| TBD   | The Trier of Fact               | 守闕者              | Pré-production          |
| TBD   | Storm Cloud                     | 風雲                | Pré-production          |
| TBD   | The Mighty Palms of Taghagata   | 如來神掌            | Pré-production          |
| TBD   | When It All Begins              | 雞蛋仔              | Pré-production          |
| TBD   | On Your Mom, Get Set, Go!       | 媽媽的神奇小子      | Pré-production          |
| TBD   | Un Cœur d'Artichaut             | 暖暖‧暖男           | Pré-production          |
| TBD   | Hercules Xue                    | 力神薛仁貴          | Pré-production          |
| TBD   | The Little Big Monsters         | (大猩小怪)          | Pré-production          |